# Araneus shii
Espèce
Araneus shii est une espèce d'araignées aranéomorphes de la famille des Araneidae.

## Distribution
Cette espèce est endémique du Guizhou en Chine,. Elle se rencontre dans le xian de Yinjiang.

## Description
Le mâle holotype mesure 3,60 mm et la femelle paratype 5,25 mm, les mâles mesurent de 3,45 à 3,80 mm et les femelles de 4,45 à 5,25 mm.

## Systématique et taxinomie
Cette espèce a été décrite par Mi, Wang et Gan en 2023.

## Étymologie
Cette espèce est nommée en l'honneur de Lei Shi, de la réserve naturelle de Fanjingshan.

## Publication originale
- Mi, Wang & Gan, 2023 : « Six new species of the orb-weaver spider genus Araneus Clerck, 1757 (Araneae, Araneidae) and a redescription of A. colubrinus Song & Zhu, 1992 from Fanjingshan National Nature Reserve, Guizhou, China. » ZooKeys, vol. 1173, p. 243-273 (texte intégral).